# Mount Straloch
Mount Straloch är ett berg i Australien. Det ligger i regionen Cassowary Coast och delstaten Queensland, omkring 1 200 kilometer nordväst om delstatshuvudstaden Brisbane. Toppen på Mount Straloch är 913 meter över havet, eller 423 meter över den omgivande terrängen. Bredden vid basen är 3,8 km. Mount Straloch ligger på ön Hinchinbrook Island.
Trakten är glest befolkad. 
I omgivningarna runt Mount Straloch växer i huvudsak städsegrön lövskog. Genomsnittlig årsnederbörd är 1 995 millimeter. Den regnigaste månaden är februari, med i genomsnitt 509 mm nederbörd, och den torraste är augusti, med 20 mm nederbörd.